# La Chapelle-sous-Orbais
La Chapelle-sous-Orbais je francouzská obec v departementu Marne v regionu Grand Est. Žije zde 57 obyvatel.

## Geografie

### Sousední obce
| Růžice kompasu |             | Orbais-l'Abbaye         | Suizy-le-Franc Corribert | Růžice kompasu |
| Růžice kompasu | Margny      | Sever                   | La Caure                 | Růžice kompasu |
| Růžice kompasu | Margny      | La Chapelle-sous-Orbais | La Caure                 | Růžice kompasu |
| Růžice kompasu | Margny      | Jih                     | La Caure                 | Růžice kompasu |
| Růžice kompasu | Janvilliers | Fromentières            | Champaubert              | Růžice kompasu |